# Время для размышлений
«Время для размышлений» — советский телефильм, снятый режиссёром Сергеем Ашкенази в 1982 году на Одесской киностудии по заказу Государственного комитета СССР по телевидению и радиовещанию

## Сюжет
Аля и Игорь собираются пожениться. Для каждого из них это второй брак. Аля в претензии к бывшему мужу Андрею, постоянно занятому наукой и равнодушному к бытовым проблемам. Она полагает, что вместе со своими родителями Андрей хочет отобрать у неё сына Серёжу, не замечая в своём гневе, что несправедлива к близким, а ребёнок страдает от этого. Но Аля не хочет ссор с Андреем, поскольку скоро день рождения Серёжи. Игорь во всём старается поддержать свою любимую. На дне рождения Серёжа читает стишок о семье, который он сочинил сам. Сам мальчик оказывается меж двух огней, ибо Игорь ему понравился, но сам он всё время думал об отце. Аля ласково убеждает сына, что папа его любит.

## В ролях
- Вера Алентова — Аля (Алла Борисовна)
- Владимир Меньшов — Игорь Игнатьевич
- Юрий Богатырёв — Андрей Павлович, бывший муж Али
- Нина Шацкая — Лена, подруга Али
- Евгения Ханаева — Ирина Михайловна, мать Али
- Лидия Савченко — Тома, соседка Али
- Пётр Щербаков — Николай Иванович, нынешний муж бывшей жены Игоря
- Зинаида Дехтярёва — Серафима Лаврентьевна, мать Андрея
- Екатерина Валюжинич — Валерия, дочь Игоря
- Александр Забелин — Серёжа, сын Али и Андрея
- Наталья Дубровская — Люся

## Съёмочная группа
- Автор сценария: Татьяна Калецкая
- Режиссёр: Сергей Ашкенази
- Операторы: Виктор Кабаченко и Светлана Зиновьева
- Художник: Михаил Безчастнов
- Композитор: Борис Фрумкин